# Stanisław Szczepaniak
Stanisław Szczepaniak (Kościelisko, 17 de agosto de 1934–Kościelisko, 21 de junio de 2015) fue un deportista polaco que compitió en biatlón.
Ganó tres medallas en el Campeonato Mundial de Biatlón entre los años 1965 y 1967.  Participó en dos Juegos Olímpicos de Invierno, en los años 1964 y 1968, ocupando en Grenoble 1968 el cuarto lugar en las prueba individual y en la de relevos.

## Palmarés internacional
| Campeonato Mundial | Campeonato Mundial           | Campeonato Mundial | Campeonato Mundial |
| Año                | Lugar                        | Medalla            | Prueba             |
| ------------------ | ---------------------------- | ------------------ | ------------------ |
| 1965               | Elverum (Noruega)            | Medalla de bronce  | Equipo             |
| 1966               | Garmisch-Partenkirchen (RFA) | Medalla de plata   | Relevo             |
| 1967               | Altenberg (RDA)              | Medalla de plata   | Individual         |